# Мартинов Олександр Євстафійович
Мартинов Олександр Євстафійович (8 [20] липня 1816, Санкт-Петербург — 16 [28] серпня 1860, Харків) — російський актор, один з основоположників російської школи сценічного реалізму.

## З життєпису
Народився в Санкт-Петербурзі в родині управителя поміщиці Сухозанет. Виховувався в Петербурзькому театральному училищі (1827—1835) — спочатку в балетному класі Ш. Дідло, з відходом Дідло якийсь час навчався у декоратора Конопи, але вдало зіграною роллю лакея в водевілі П. Каратигіна «Знайомі незнайомці» звернув на себе увагу керівництва імператорських театрів. В результаті Мартинов перейшов в драматичний клас до П. А. Каратигіна.
На сцені почав виступати в 1831 або 1832 році, дебютувавши в петербурзькому Александринському театрі у водевілі П. Г. Григор'єва «Філатка і Мирошка — суперники». Всього за роки учнівства він зіграв близько 70 ролей.
У 1836 році, після закінчення училища, зарахований до трупи Александрінського театру, в якій незабаром зайняв становище першого комічного актора. Під комічною оболонкою часто показував долю маленької, забитої людини. Особливо сильно ця лінія трактування персонажів виражалася в образах дрібних чиновників, підмайстрів, дворових людей.

Пізніше Мартинов узагальнив образ Хлестакова, показав типове соціальне явище імперської централізації, куди впадала країна.
Всього за артистичну біографію Мартиновим було виконано понад 600 ролей.